# Ministère des Finances (Sri Lanka)
Le ministre des Finances du Sri Lanka est un poste du gouvernement sri-lankais. 
Ce poste est créé en 1947, lors de l'obtention de l'indépendance du Ceylan britannique. Ce poste a toujours été tenu par un membre senior du parti au pouvoir, et est nommé par le président.

## Liste des ministres des Finances
- Parti national uni
- Sri Lanka Freedom Party
- Lanka Sama Samaja Party

| Nom                              | Nom                                     | Portrait                   | Parti                              | Mandat                              | Chef d'État                                  | Chef d'État            | Titre ministériel                            |
| -------------------------------- | --------------------------------------- | -------------------------- | ---------------------------------- | ----------------------------------- | -------------------------------------------- | ---------------------- | -------------------------------------------- |
|                                  | Junius Richard Jayewardene (1er mandat) | Junius Richard Jayewardene | Parti national uni                 | 26 septembre 1947 - 13 octobre 1953 |                                              | Don Stephen Senanayake | Ministre des Finances et du Trésor de Ceylon |
| Dudley Senanayake                | Junius Richard Jayewardene (1er mandat) | Junius Richard Jayewardene | Parti national uni                 | 26 septembre 1947 - 13 octobre 1953 |                                              |                        | Ministre des Finances et du Trésor de Ceylon |
| Oliver Goonetilleke (1er mandat) | Oliver Goonetilleke                     | Parti national uni         | 14 octobre 1953 - 30 juin 1954     | John Kotelawala                     |                                              |                        | Ministre des Finances et du Trésor de Ceylon |
| M. D. H. Jayawardena             |                                         | Parti national uni         | 1er juillet 1954 - 18 février 1956 | John Kotelawala                     | Ministre des Finances                        |                        |                                              |
|                                  | Stanley de Zoysa                        |                            | Sri Lanka Freedom Party            | 12 avril 1956 - 22 novembre 1959    | Ministre des Finances                        |                        | S. W. R. D. Bandaranaike                     |
| Wijeyananda Dahanayake           | Stanley de Zoysa                        |                            | Sri Lanka Freedom Party            | 12 avril 1956 - 22 novembre 1959    | Ministre des Finances                        |                        |                                              |
| M. M. Musthapa                   |                                         | Sri Lanka Freedom Party    | 22 novembre 1959 - 5 décembre 1959 |                                     | Ministre des Finances                        |                        |                                              |
|                                  | Oliver Goonetilleke (2eme mandat)       | Oliver Goonetilleke        | Parti national uni                 | 21 mars 1960 - 23 avril 1960        | Ministre des Finances                        |                        | Dudley Senanayake                            |
| J. R. Jayewardene (2eme mandat)  | Junius Richard Jayewardene              | Parti national uni \|      | 24 avril 1960 - 20 juillet 1960    |                                     | Ministre des Finances                        |                        | Dudley Senanayake                            |
|                                  | Felix Dias Bandaranaike (1er mandat)    |                            | Sri Lanka Freedom Party            | 21 juillet 1960 - 24 août 1962      | Ministre des Finances                        |                        | Sirimavo Bandaranaike                        |
| C. P. de Silva                   |                                         | Sri Lanka Freedom Party    | 28 août 1962 - 8 novembre 1962     |                                     | Ministre des Finances                        |                        | Sirimavo Bandaranaike                        |
| P. B. G. Kalugalla               |                                         | Sri Lanka Freedom Party    | 9 novembre 1962 - 10 mai 1963      |                                     | Ministre des Finances                        |                        | Sirimavo Bandaranaike                        |
| T. B. Ilangaratne                |                                         | Sri Lanka Freedom Party    | 29 mai 1963 - 10 juin 1964         |                                     | Ministre des Finances                        |                        | Sirimavo Bandaranaike                        |
|                                  | N. M. Perera (1er mandat)               |                            | Lanka Sama Samaja Party            | 11 juin 1964 - 17 décembre 1964     | Ministre des Finances                        |                        | Sirimavo Bandaranaike                        |
|                                  | U. B. Wanninayake                       |                            | Parti national uni                 | 27 mars 1965 - 25 mars 1970         | Ministre des Finances                        |                        | Dudley Senanayake                            |
|                                  | N. M. Perera (2e mandat)                |                            | Lanka Sama Samaja Party            | 10 mai 1970 - 2 septembre 1975      | Ministre des Finances                        |                        | Sirimavo Bandaranaike                        |
|                                  | Felix Dias Bandaranaike (2e mandat)     |                            | Sri Lanka Freedom Party            | 3 septembre 1975 - 18 mai 1977      | Ministre des Finances                        |                        | Sirimavo Bandaranaike                        |
|                                  | Ronnie de Mel                           |                            | Parti national uni                 | 23 juillet 1977 - 18 janvier 1988   | Ministre des Finances                        |                        | Junius Richard Jayewardene                   |
| Naina Marikkar                   |                                         | United National Party      | 18 janvier 1988 - 3 janvier 1989   | Ranasinghe Premadasa                | Ministre des Finances                        |                        |                                              |
| Dingiri Banda Wijetunga          |                                         | Parti national uni         | 18 février 1989 - 1er août 1994    | Ranasinghe Premadasa                | Ministre des Finances                        |                        |                                              |
| Dingiri Banda Wijetunga          | Dingiri Banda Wijetunga                 | Parti national uni         | 18 février 1989 - 1er août 1994    |                                     | Ministre des Finances                        |                        |                                              |
|                                  | Chandrika Kumaratunga                   | Chandrika Kumaratunga      | Sri Lanka Freedom Party            | 30 septembre 1994 - 5 décembre 2001 | Ministre des Finances                        |                        |                                              |
|                                  | Chandrika Kumaratunga                   | Chandrika Kumaratunga      | Sri Lanka Freedom Party            | 30 septembre 1994 - 5 décembre 2001 | Ministre des Finances                        | Chandrika Kumaratunga  |                                              |
|                                  | K. N. Choksy                            | K. N. Choksy               | Parti national uni                 | 12 décembre 2001 - 2 avril 2004     | Ministre des Finances                        |                        |                                              |
|                                  | Sarath Amunugama                        | Sarath Amunugama           | Sri Lanka Freedom Party            | 14 avril 2004 – 22 novembre 2005    | Ministre des Finances                        |                        |                                              |
| Mahinda Rajapaksa                | Mahinda Rajapaksa                       | Sri Lanka Freedom Party    | 23 novembre 2005 – 9 janvier 2015  | Mahinda Rajapaksa                   | Ministre des Finances et de la Planification |                        |                                              |
|                                  | Ravi Karunanayake                       |                            | Parti national uni                 | 12 janvier 2015 - 22 mai 2017       | Ministre des Finances et de la Planification | Maithripala Sirisena   |                                              |
| Mangala Samaraweera              |                                         | Parti national uni         | 22 mai 2017 - En poste             | Maithripala Sirisena                | Ministre des Finances et de la Planification |                        |                                              |